# Temporada 2011 da Australian Football League
A Temporada 2011 da Australian Football League foi 115º edição da temporada de elite do futebol australiano. A competição teve a presença de 17 clubes. Com inicio em março e término em outubro. Os campões foram o Geelong Football Club ao vencerem o Collingwood Football Club, na Grand Final.
A temporada foi marcada pela estreia do Gold Coast Football Club, sendo a primeira temporada desde 1994, a ter um clube de folga na rodada.